# Eskorbuto
Eskorbuto fue un grupo español de punk originario de Santurce (Vizcaya). Surgieron en 1980 y han sido una de las bandas más influyentes en el panorama del punk en español. Posteriormente a su fundación, y coincidiendo con el fenómeno contemporáneo del llamado rock radical vasco, fueron incluidos en este género. Posteriores declaraciones públicas del grupo mostraron el rechazo a esta clasificación, reivindicando la independencia musical y la personalidad de la formación.

## Historia

### 1980–1982: comienzos
El grupo se creó en 1980 influenciados por la repercusión del movimiento punk originado en el Reino Unido. El nombre del grupo se decidió en un bar, donde se plantearon diferentes alternativas, gracias a que Roberto Moso, cantante de Zarama, les sugirió «Eskorbuto» debido a las «pintas de enfermos y esa imagen tan estrafalaria». El nombre les gustó de inmediato, con el añadido de que en Santurce, localidad de tradición marinera, el escorbuto era una enfermedad habitual.
La primera formación de Eskorbuto contó con Jesús María Expósito López en la guitarra eléctrica, conocido como Iosu, quien había sido bajista de la banda de rock Zarama y Juan Manuel Suárez Fernández, conocido como Jualma, por aquel entonces cantante, junto con Roberto Kañas en la batería, sustituido al poco tiempo por Gugu y Layky en el bajo. En 1981 dieron su primer concierto en un colegio del barrio de San Juan ante un público que rondaba los diez años de edad.
Durante 1981 y 1982, Eskorbuto realiza varias presentaciones en pequeñas discotecas, escuelas y en los carnavales, y a mediados de 1982 Layky y Gugu abandonan la banda, y es entonces cuando Jualma pasa a ser el bajista del grupo y en la batería entra Pako Galán, quien ya tenía una formación musical más profesional y había formado parte de varios grupos durante la década de 1970, entre ellos Atlantic y Eskombro. Poco a poco se van dando a conocer a través del boca a boca y a diversas pintadas.

### 1983–1984: primera maqueta yZona Especial Norte
En 1983, en un viaje a Madrid, Eskorbuto graba con Sardi su primer material discográfico: «Mucha policía, poca diversión», un sencillo de siete minutos con las canciones «Mucha policía, poca diversión», «Enterrado vivo» y «Mi Degeneración», editado para el sello Spansuls Records.
Estando en Madrid el 2 de agosto de 1983, la banda pasa por un camino a través de un parque para llegar a casa de un amigo, quienes los llevaría a registrar la maqueta de forma más elaborada, y al salir del parque pasan por delante de una comisaría. Allí mismo, dado su aspecto «sospechoso» son interrogados por la policía y éstos los registran hasta dar con la maqueta grabada. Son detenidos, acusados de injurias al Estado por el contenido de las letras de las canciones que portaban (con temas como E.T.A., Escupe a la bandera y Maldito país España) y se les aplica la Ley Antiterrorista. Durante la encarcelación de Eskorbuto, 36 horas, se sintieron abandonados por algunos sectores de Euskadi, sobre todo la denominada izquierda abertzale y por los cuerpos de amnistía españoles. Tras ser liberados, tanto la prensa española como la vasca no dudan en nombrar a Eskorbuto como la banda más «radical» de todas, aunque ellos siempre renegaron de dicho título.
En 1984 se presenta su segunda grabación profesional, una vez más hecha para Spansuls Records, un disco compartido con el grupo RIP, el minielepé Zona Especial Norte, en el que incluyeron el tema A la mierda el País Vasco. Esto, junto con no querer alinearse con el denominado rock radical vasco por parecerles una etiqueta venida de fuera para buscar dinero, les trajo muchos problemas para tocar en el País Vasco. En concreto, el diario Egin, alineado con la izquierda abertzale, organizó un boicot a la banda para que se les prohibiera dar conciertos en Euskadi.

### 1985–1986:Eskizofrenia,Anti todoy la consagración
En 1984 deciden conseguir un contrato para grabar su primer álbum completo, pero varias discográficas les negaron promoción alguna, hasta que Twins Producciones de Madrid (por medio de Javi Lennon) les ofrece grabar en Bilbao un álbum completo. Y así llegó en 1985 Eskizofrenia, y con él empezaron a llegar las actuaciones fuera del País Vasco, ya que en su tierra tenían pocas posibilidades de tocar. Además, en 1985 realizaron una aparición en el programa de TVE La bola de cristal, tocando Os engañan.
A comienzos de 1986 sacan su segundo álbum, Anti todo, con Estudios Tsunami. Grabado en apenas veintiséis horas, este es considerado por muchos uno de los mejores discos de punk hecho en España de todos los tiempos, además de un clásico. En ese año también sacan un doble álbum en directo titulado Impuesto revolucionario, siendo Eskorbuto uno de los primeros grupos en editar un álbum en vivo en España, tras Máquina! En directo (1972), Leño en Directo (1981), Barón al rojo vivo (1984). A finales de ese mismo año editan su segundo EP Ya no quedan más cojones, Eskorbuto a las elecciones.

### 1987–1988: Nuevos sonidos y avance musical
En 1987 sale a la luz su tercer disco de estudio y segundo disco doble Los demenciales chicos acelerados, originalmente en Discos Suicidas y meses más tarde en DRO. La banda vendió dos veces el mismo máster sin aviso a las compañías discográficas (en exclusiva), por lo que el álbum sale dos veces a la venta en seis meses, sin que sean válidos ninguno de los contratos con los que estaban vinculados. Con la salida del álbum, muy pocas veces la banda interpretó en vivo las canciones de Los demenciales... .
Para 1988 deciden autoproducirse a fin de evitar los conflictos con las discográficas. Así, fundan su propio sello discográfico llamado Buto Eskor (anagrama de Eskorbuto) y editan su cuarto álbum de estudio Las más macabras de las vidas, con Iosu y Juanma padeciendo ya serios problemas de salud a causa de su adicción a la heroína.

### 1989–1991: problemas internos y única gira internacional
En 1989, la relación entre los miembros de la banda se resiente, sabiendo los tres que de Eskorbuto que «solo la muerte puede separarlos». Los conciertos cada vez son más escasos, quedando mucho tiempo libre para una creación futura.
Para el año 1991, Eskorbuto recibe una propuesta para realizar en México (primer y único viaje de la banda al extranjero) una gira, a donde viajarían sin Iosu debido a su estado de salud, siendo reemplazado por Iñaki Huarte, guitarrista del grupo Speed, ya que Juanma era amigo de esta banda. Los conciertos fueron programados para el sábado 13 y domingo 14 de abril en el Ex-Balneario Olímpico de Pantitlán, en la Ciudad de México, aunque fueron suspendidos debido a la sobreventa de las entradas y cambiados para el sábado 20 (donde abriría Rebel'D Punk, Aquelarre y Psicodencia) y el domingo 21 (donde abriría Síndrome Del Punk y Sedición) en la Arena López Mateos, en Tlalnepantla, Estado de México. Las presentaciones ocasionarían un gran número de disturbios y de daños en la localidad que se saldarían con cuarenta y siete heridos y setenta detenidos. Serían, sin embargo, un éxito de público, actuando ante más de siete mil personas.
De vuelta de México y tras tres semanas con Iñaki Huarte, y con Iosu fuera del hospital, una vez más Eskorbuto se reúne y decide grabar un nuevo álbum: Demasiados enemigos; el cual editan a finales de 1991 a través del sello Matraka.

### 1992: La muerte de Iosu y Juanma
En diciembre de 1991, la banda realiza un espectáculo de fin de año que fue grabado como nuevo proyecto en directo, aunque no conformes con los resultados, deciden rehacerlo durante comienzos de 1992, pero en esta etapa es cada vez más notable el deterioro de salud de Iosu, lo cual hace que se retire momentáneamente de la banda una vez más para descansar de su estado.
En abril de ese mismo año, Eskorbuto da su último concierto. Fue en las fiestas de Matiena. El 31 de mayo Iosu Expósito falleció en Baracaldo a causa del sida que padecía, derivado de su anterior adicción a la heroína. Tuvo tiempo, pocos meses antes de morir, de poder grabar un vídeo para el programa "Al día" de la cadena Euskal Telebista (ETB), en el que narraba de manera desgarradora y honesta su experiencia con las drogas, aconsejando a todos (sobre todo, a los más jóvenes) que no entraran jamás en ese mundo y destruyeran su futuro. Dicho vídeo, que hoy puede encontrarse con facilidad en Internet, tiene por título "Iosu Expósito, bajo el caballo". 
Tras la muerte de Iosu, Juanma y Pako Galán deciden continuar con Eskorbuto con Urko Igartiburu como nuevo guitarrista, con quién empiezan a ensayar los viernes de cada semana un nuevo proyecto, pero Juanma murió el 9 de octubre de 1992 tras años de adicciones junto con una endocarditis que padecía.
El último concierto que dio Eskorbuto fue en Matiena, un pequeño pueblo de Vizcaya bajo la contratación de la comisión de fiestas, encargada de un grupo de jóvenes del barrio; el contrato queda firmado por Iosu de Txalupa y José Ignacio Delgado como el último contrato firmado en vida por los «auténticos» Eskorbuto, el 30 de abril de 1992.
Tras la muerte casi simultánea de Iosu y Juanma, Pako Galán anunció en 1993 que continuaría con la banda. Esto generó numerosas críticas y uno de los episodios más controvertidos del grupo. Decidió seguir con el grupo a pesar de la muerte de los dos miembros fundadores, cosa que le reprochan muchos de los seguidores del grupo. Respondiendo Pako que «Eskorbuto hace lo que le sale de los cojones, nunca contamos con nadie para nuestros proyectos o fracasos. No necesitamos nada de nadie, nada de ti y nada del rock. Eskorbuto nació para morir protestando». También, que «abandonar Eskorbuto en estos momentos sería una clara victoria para nuestros enemigos... ¡y eso jamás!».

### 1993-1999: Eskorbuto
Durante 1993, Pako Galán empieza a grabar junto a Iñaki Gato en bajo y Urko Igartiburu y Garlopa en guitarras el proyecto original que habían comenzado con Jualma. El resultado culmina con Aki No Keda Ni Dios, publicado en 1994, con canciones que habían compuesto Pako y Juanma durante 1992.
estanco
En 1995, Urko Igartiburu decide no seguir aportando más para la banda, siendo remplazado por Sergio Kalaña como cantante fijo, y los bajos quedan a cargo de Miguel Ángel Manjón y Alik Kalaña, reemplazando a Iñaki Gato, y con esta formación registran el álbum Kalaña en 1996 para Discos Suicidas.
En 1998, la banda edita para el sello Surco el disco Dekadencia, grabado con Sergio Kalaña en la voz, Alik Kalaña (quien luego se retiró), Garlopa y Miguel Ángel Manjón. Este fue el último lanzamiento discográfico de Eskorbuto. Ni este ni el disco anterior habían cuajado entre el público, llevando a la disolución de la banda.

## Contexto social de Eskorbuto
Eskorbuto surge a inicios de los años 80 en Santurce, una localidad obrera de la margen izquierda del Nervión. Era la época de la reconversión industrial, que derivó en el cierre de numerosas industrias, elevando la tasa de paro y dejando una situación económica muy mala. A estros graves problemas económicos que afrontaba el País Vasco hay que sumarles la  represión policial y un fuerte consumo de drogas. También hay que contar con el conflicto contra la central nuclear de Lemóniz, que generó protestas ciudadanas, e incluso atentados terroristas entre 1972 y 1984.
La violencia política en el País Vasco, que llegó a su cenit en 1980, año en el que ETA mató a más de cien personas. Llegaron a existir simultáneamente tres grupos violentos en el País Vasco de aquellos años (ETAm, ETApm y Comandos Autónomos Anticapitalistas). Apareció además una fuerte violencia policial extralegal (Batallón Vasco Español, Triple A y los GAL). También es de reseñar el intento de golpe de Estado del 23 de febrero de 1981 (23-F). Estrofas como «tanto plomo malgastado en cuerpos innecesarios» o "y los viejos militares querrán ganar su última guerra» son incomprensibles sin este contexto.
En este contexto, Eskorbuto puso letra y música al «sentimiento de desarraigo» de una generación que estaba en un «mundo en descomposición, violento, que no ofrecía un futuro deseable».

## Estilo
Eskorbuto nunca destacó por su habilidad musical. No obstante, sí supieron componer temas que no tardaron en convertirse en himnos de la época, como «Mucha policía, poca diversión» o «Historia triste». Sus letras estaban llenas de rabia y contenido social. Fue un grupo muy polémico, amado por muchos y odiado por otros. Nunca se alinearon políticamente con ninguna ideología, llegando a afirmar que «el rock no tiene patria, ni siquiera la vasca».
No tuvieron una relación especialmente buena con otros grupos. A La Polla Records les robaron una guitarra, lo que provocó que muchas salas tuvieran que elegir si tocaba uno u otro grupo.

## Miembros

### Formación clásica
- Iosu Expósito – guitarra, voz, coros (1980-1992)
- Juanma Suárez – voz, coros (1980-1992), bajo (1982-1992)
- Pako Galán – batería (1982-1999), coros (1993-1999)

### Músicos invitados
- Aitor Amezaga – teclados, sintetizadores (1987, 1988)
- Javier Moreno – teclados, sintetizadores (1991)

### Antiguos miembros
- Rafael "Kañas" Moriel – batería (1980)
- Layky – bajo (1980-1981)
- Gugu – batería (1981-1982)

## Discografía

### Álbumes de estudio
- Eskizofrenia. Editado por Twins Producciones en 1985.
- Anti todo. Editado por Discos Suicidas en 1986.
- Los demenciales chicos acelerados. Editado por Discos Suicidas en 1987 y por Twins en 1988. Doble álbum.
- Las más macabras de las vidas. Editado por Buto Eskor en 1988.
- Demasiados enemigos. Editado por Matraka en 1991.
- Aki No Keda Ni Dios. Editado por Basati Diskak en 1994.
- Kalaña. Editado por Discos Suicidas en 1996.
- Dekadencia. Editado por Surco en 1998.

### EP
- Zona Especial Norte. Editado por Spansuls Records en 1984, disco compartido (álbum split) con RIP. Reeditado por Munster Records en 2009 (Álbum+CD), incluyendo dos descartes.
- Ya no quedan más cojones, Eskorbuto a las elecciones. Editado por Discos Suicidas en 1986, en formato casete. Reeditado posteriormente incluyendo los temas de Zona Especial Norte.

### Maquetas y sencillos
- Primeros ensayos 1982 (1982).
- Jodiéndolo todo. Maqueta (1983).
- Mucha policía, poca diversión. Editada por Spansuls Records. Primer sencillo (1983).
- Que corra la sangre. Maqueta en directo (1984).
- Reino sin futuro (2023).

### Álbumes en directo
- Impuesto revolucionario. Publicado por DRO en 1986. Doble álbum en directo.
- La otra cara del rock (2004), reeditado en 2014.
- Sin fronteras, ni gobiernos. Directo grabado el 10/04/1987. (WC, 2007).
- Nadie es Inocente. Directo grabado el 12.04.86 (Gernika) y 28.07.86 (Berango). (Zona Cero, 2018).

### Recopilatorios
- El infierno es demasiado dulce. Publicado por DRO en 1992.
- Kanziones malditas. Publicado por Discos Suicidas en 1996.
- Kanziones malditas II. Publicado por Discos Suicidas en 1998.
- Maldito país (Munster Records, 2010) Álbum/2xCD. Sesiones del primer sencillo (incluye inéditos), primeros ensayos y las dos maquetas.
- Maldito país (Munster Records, 2010) 7". Cuatro descartes de las sesiones del primer sencillo y del ZEN.
- Es un error (Spansuls-Discos Lollipop, 2019)

### Discos Tributo
- Más allá del cementerio. Formato casete (1999).
- Tren con destino al infierno vol.1 (Martian Records, 2000).
- Tren con destino al infierno vol.2 (Martian Records, 2001)
- Dejad que lxs niñxs se acerquen a ESKORBUTO CD pro (Cau-Cau Records) (Chile) (2019)

### Colaboraciones
- Zona Especial Norte II RIP + Eskorbuto (Discos Suicidas, 1991).

### Documentales
- Generación Anti Todo, de Iñigo Cobo y producido por Saregabe, estrenado en la 60 edición del ZINEBI, Festival de Cine Documental y Cortometraje de Bilbao, acerca del legado de la banda (2018).
- Las más macabras de las vidas, de Kikol Grau, Hamaca Producciones (2014).